# Stephan Sigg
Stephan Sigg (* 22. Oktober 1983 in St. Gallen) ist ein Schweizer römisch-katholischer Theologe, Autor und Verleger.

## Leben
Stephan Sigg verbrachte seine Kindheit und Jugend in Rheineck. Nach der Matura an der Kantonsschule Heerbrugg studierte er Katholische Theologie an der Theologischen Hochschule Chur.
Er schreibt seit der Primarschule. Seit 2002 veröffentlicht er Bücher für Kinder, Jugendliche und Erwachsene und ist als Journalist tätig. Er gibt regelmässig Lesungen im ganzen deutschsprachigem Raum und coacht Kinder, Jugendliche und Erwachsene im kreativen Schreiben. Er ist Mitglied bei Autillus, dem Verein der Schweizer Kinder- und Jugendbuchschaffenden, 2013 wurde er in den Vorstand gewählt.
Seit 2011 tritt er auch zusammen mit der Ostschweizer Sängerin Sabrina Sauder auf. Im Dezember 2012 waren sie mit dem Konzert/Lesungs-Programm Der schönste Weihnachtsbaum in der Schweiz auf Tour. Im Duo haben die beiden auch schon deutschsprachige Songs getextet und komponiert. Sigg engagiert sich für den „Fairen Handel“, mehrere seiner Kinderbücher beschäftigen sich mit der Idee einer «gerechten Wirtschaft».
2014 wurde er in Basel mit dem prix.eco.swisscanto in der Kategorie «Generation Zukunft» ausgezeichnet.
2016 gründete er mit Alice Gabathuler und Tom Zai in Buchs den Verlag „da bux“.

## Werke (Auswahl)
- Bühne frei für die Mini-Band, Kurzgeschichten, 2002
- Emmas SchokoLaden, Kinderbuch, 2007
- Treibstoff, Jugendgebete, Tyrolia, Innsbruck 2008, ISBN 978-3-7022-2821-7
- Ein Besen für die Weihnachtshexe Befana, Adventskalender, 2008
- Emmas OsterAbenteuer, Kinderbuch, 2009
- Grosser Auftritt für Federica Bellini, 2009
- Sternsinger – ein starkes Team, Kurzgeschichten, 2009
- Auf mich kannst du zählen, Jugendbuch, 2010
- Beten mit Jugendlichen, Fachbuch, 2010
- Emmas WeihnachtsGeschenk, Kinderbuch, 2010
- 10 gute Gründe für Gott (Die 10 Gebote in unserer Zeit), Jugendbuch, 2011
- Form mich, Firm mich, jetzt entscheide ich!, Jugendbuch, Tyrolia, Innsbruck 2011, ISBN 978-3-7022-2903-0
- Echtzeit, Jugendgebete, Tyrolia, Innsbruck 2012, ISBN 978-3-7022-3171-2
- Die 7 Todsünden, Jugendbuch, 2012
- Das Hohe Lied der Liebe (Kurzgeschichten und Gedichte), Jugendbuch, 2013
- Friedens-Rap, Jugendgebete, Tyrolia, Innsbruck 2013, ISBN 978-3-7022-3293-1
- Emmas Faire FashionShow, Kinderbuch, 2013
- Anna und ihre Freunde feiern Weihnachten, Adventskalender, 2014
- Sinn, Jugendbuch, 2014
- Funkenflug, Jugendbuch, Tyrolia, Innsbruck 2015, ISBN 978-3-7022-3409-6
- Lucias Lichterkranz, Kinderbuch, 2015
- War Jesus denn jetzt katholisch oder evangelisch?, Kinderbuch, 2016
- Nächtelang und meilenweit, Jugendbuch, Tyrolia, Innsbruck-Wien 2016, ISBN 978-3-7022-3524-6
- Fitness-Junkie. da bux, Buchs 2016, ISBN 978-3-906876-02-3
- Was ich dir zur Firmung wünsche, Jugendbuch, Tyrolia, Innsbruck-Wien 2017, ISBN 978-3-7022-3565-9
- Trauerarbeit mit Jugendlichen. Sachbuch, don bosco Verlag, München 2017, ISBN 978-3-7698-2316-5
- Die Kinder von Bethlehem. Kinderbuch, Patmos-Verlag, Ostfildern 2017, ISBN 978-3-8436-0967-8
- Echt? Jetzt!, Jugendbuch, Tyrolia, Innsbruck-Wien 2018, ISBN 978-3-7022-3669-4
- Noch 21 Tage. da bux, Buchs 2018, ISBN 978-3-906876-11-5
- Abschied von meiner Oma : wie es ist, wenn Großeltern gehen. Patmos Verlag, Ostfildern 2019, ISBN 978-3-8436-1164-0
- Ich glaub an dich! Das kleine Powerbuch zur Firmung, Jugendbuch, Tyrolia, Innsbruck-Wien 2020, ISBN 978-3-7022-3805-6
- Startklar. Sportliche Gebete für Teamplayer und Einzelkämpfer, Jugendgebete, Tyrolia, Innsbruck-Wien 2020, ISBN 978-3-7022-3845-2

Übersetzungen
- Paliwo, Jugendgebete, 2009
- Recordação do Crisma, Jugendbuch, 2015
- Faza krytyczna, Jugendbuch, 2015
- Crisma, Jugendbuch, 2016
- Mystere sur le chemin de l'école, Comic, 2016

Hörspiele
- De Nico & d’Früchtekönigin, 2008, mit Janic Halioua

Videoclips
- Andrina: Let there be hope, 2010 (Regie & Drehbuch)

Songs
- Der schönste Weihnachtsbaum, 2012 (Text: Stephan Sigg, Musik: Sabrina Sauder, Interpretin: Sabrina Sauder)

Apps
- Pallotti-App, 2013